# Yungas (Bolívia)
Os yungas são uma ecorregião de floresta tropical e subtropical úmida nas Yungas, no centro da Bolívia e no leste do Peru.

## Configuração
A ecorregião ocorre em elevações que variam entre 400 e 3.500 metros nas encostas orientais dos Andes na Bolívia. Forma uma zona de transição entre as florestas úmidas do sudoeste da Amazônia ao nordeste e a puna andina central e a puna úmida ao sudeste.

## Clima
O clima nesta ecorregião varia de floresta tropical a monções tropicais. O nevoeiro e a chuva depositados pelos ventos alísios do norte contribuem para a alta umidade e precipitação das yungas.

## Flora
As epífitas são abundantes e incluem bromélias, orquídeas e samambaias (Cyathea). O bambu Chusquea é uma espécie indicadora da ecorregião. 

## Fauna
Os mamíferos encontrados nesta ecorregião incluem o urso-de-óculos (Tremarctos ornatus), o gato de Geoffroy (Leopardus geoffroyi), a anta-das-terras baixas (Tapirus terrestris), a onça-pintada (Panthera onca), o jaguarundi (Puma yagouaroundi), a pacarana (Dinomys branickii) e o veado-machado (Mazama chunyi). 
As espécies de pássaros incluem o tapaculo-diadema (Scytalopus schulenbergi), o tanager-de- bico-verde (Tangara meyerdeschauenseei), o galo-da-rocha andino (Rupicola peruvianus) e o mutum-capacete-austral (Pauxi unicornis). 

## Áreas naturais
Os terrenos íngremes, assim como a alta precipitação e o difícil acesso mantiveram grande parte desta ecorregião em estado natural. As áreas protegidas incluem:
- Tambopata-Candamo
- Parque Nacional Carrasco
- Parque Nacional Madidi
- Parque Nacional Amboró
- Parque Nacional e Terra Indígena Isiboro Sécure
- Reserva da Biosfera Pilón Lajas e Terras Comunais